# Love in Exile
Pour plus de détails, voir Fiche technique et Distribution.
Love in Exile est un film britannique réalisé par Alfred L. Werker, sorti en 1936.

## Synopsis
Le roi Regis VI est contraint à l'abdication mais il va réussir à confondre deux magnats du pétrole et apprentis révolutionnaires tout en organisant un retour surprise pour reprendre son trône.

## Fiche technique
- Titre : Love in Exile
- Réalisation : Alfred L. Werker
- Scénario : Ernest Betts, Roger Burford et Herman J. Mankiewicz d'après le roman de Gene Markey
- Photographie : Otto Kanturek
- Montage : Edward B. Jarvis
- Musique : Benjamin Frankel
- Pays de production : Royaume-Uni
- Format : Noir et blanc - 1,37:1 - Mono
- Genre : comédie romantique
- Date de sortie : 1936

## Distribution
- Helen Vinson : Comtesse Xandra St. Aurion
- Clive Brook : le Roi Regis VI
- Mary Carlisle : Emily Stewart
- Ronald Squire : Paul
- Cecil Ramage : John Weston
- Will Fyffe : Doc Tate
- Tamara Desni : Tanya
- Edmund Breon : Baron Zarroy
- Henry Oscar : Dictator
- Barbara Everest : Anna
- George Merritt : Capitaine Mackenzie (non crédité)
- Mary Hayley Bell (non créditée)